# Peter Hübner (Historiker)
Peter Hübner (* 12. November 1944 in Apolda) ist ein deutscher Historiker.

## Leben
Hübner studierte von 1965 bis 1969 Geschichte und Soziologie an der Universität Leipzig und promovierte dort 1972 zum Thema Soziale und politische Veränderungen in der Arbeiterklasse der DDR von 1949 bis 1955.
Von 1972 bis 1990 war er als wissenschaftlicher Mitarbeiter am Institut für Geschichte der Akademie der Wissenschaften der DDR in Berlin tätig. 1988 vollendete Hübner dort seine Promotion B (Habilitation) zum Thema Soziale Interessen im Arbeiteralltag der Übergangsperiode – Fallstudien zur Sozialgeschichte der Arbeiterklasse in der DDR.
Von 1996 bis 2009 wirkte er als wissenschaftlicher Mitarbeiter am Zentrum für Zeithistorische Forschung Potsdam, wo er seit Erreichen des Ruhestandsalters als assoziierter Forscher aktiv ist.

## Werke

### Monographien
- Geschichte der revolutionären Berliner Arbeiterbewegung 1958–1961 (= Geschichte der revolutionären Berliner Arbeiterbewegung, Sonderheft) Berlin 1987.
- mit Monika Rank: Schwarze Pumpe. Kohle und Energie für die DDR (= Illustrierte historische Hefte; 54), Berlin 1989.
- Konsens, Konflikt und Kompromiß. Soziale Arbeiterinteressen und Sozialpolitik in der SBZ/DDR 1945 bis 1970, Berlin 1995. (Digitalisat auf zeitgeschichte-digital.de.)
- Arbeit, Arbeiter und Technik in der DDR 1971 bis 1989. Zwischen Fordismus und digitaler Revolution (Geschichte der Arbeiter und der Arbeiterbewegung in Deutschland seit dem Ende des 18. Jahrhunderts, Bd. 15), Dietz, Bonn 2014.

### Aufsätze
- Arbeitskampf im Konsensgewand? Zum Konfliktverhalten von Arbeitern im "realen" Sozialismus, in: Henrik Bispinck/Jürgen Danyel/Hans-Hermann Hertle/Hermann Wentker (Hg.): Aufstände im Ostblock. Zur Krisengeschichte des realen Sozialismus, Berlin 2004, S. 195–213.
- Arbeiterbewegung und Technikkritik in Deutschland – Aspekte einer Beziehungsgeschichte, in: Jahrbuch für Forschungen zur Geschichte der Arbeiterbewegung, Heft I/2013.
- Artikel Arbeitergeschichte, Version: 1.0, in: Docupedia-Zeitgeschichte, veröffentlicht am 11. Februar 2010

## Herausgeber
- Niederlausitzer Industriearbeiter 1935 bis 1970. Studien zur Sozialgeschichte (= Zeithistorische Studien; 7), Berlin 1995. (Digitalisate einzelner Beiträge auf zeitgeschichte-digital.de.)
- Gesellschaft ohne Eliten? Die Führungsgruppen der DDR als Problem der zeithistorischen Forschung, Berlin 1997.
- Eliten im Sozialismus. Beiträge zur Sozialgeschichte der DDR, Köln/Weimar/Wien 1999. (Digitalisate einzelner Beiträge auf zeitgeschichte-digital.de.)
- mit Klaus Tenfelde: Arbeiter in der SBZ-DDR, Essen 1999.
- mit Hans-Joachim Jeschke: Aus der Geschichte des Chemiewerkes Schwarzheide 1935 bis 1945. Mit Beiträgen von Peter Hübner, Schwarzheide 2005.
- mit Christoph Kleßmann und Klaus Tenfelde: Arbeiter im Staatssozialismus. Ideologischer Anspruch und soziale Wirklichkeit, Köln/Weimar/Wien 2005. (Digitalisate einzelner Beiträge auf zeitgeschichte-digital.de.)